# Coralie Balmy
Coralie Balmy (nacida el 8 de junio de 1987 en La Trinité) es una nadadora de estilo libre de Francia, que nació en Martinica (Francia). Ganó su primer gran título en los Campeonato Europeo de Natación de 2008 de Eindhoven en el estilo libre 4 × 200 relevos. En los mismos campeonatos ganó la medalla de plata en 400 metros estilo libre con un tiempo de 4:04,15, cuarto mejor tiempo de toda la historia justo por detrás de la actual poseedora del récord del mundo Federica Pellegrini. En los Juegos Olímpicos de Pekín 2008, terminó cuarta en la final de 400 m estilo libre. El 6 de diciembre de 2008 estableció el récord mundial para 200 metros de estilo libre (SC) en el Campeonato Nacional de Francia en Angers, Francia, con un tiempo de 1:53,16. En los Juegos Olímpicos de Londres 2012 su equipo de estilo libre de 4×200 metros ganó el Bronce con un tiempo de 7:47.49. (Camille Muffat (1:55.51); Charlotte Bonnet (1:57.78); Ophélie-Cyrielle Étienne (1:58.05); Coralie Balmy (1:56.15))

## Logros
- 2007: Campeonato Europeo en piscina corta

3º 200 m estilo libre (1:54,43)
- 2008: Campeonato Europeo en piscina olímpica

1º 4 × 200 m estilo libre (7:52,09)
2º 400 m estilo libre (4:04,15)
- 2012: Juegos Olímpicos de Londres 2012

3º 4 × 200 m estilo libre (7:47,49)